# Per Dahlberg
Per Anders Gustav Dahlberg, född 1962 på Hammarön i Värmland, är en svensk TV-producent och programledare i radio och TV. Han var sångare i bandet Hollywood Indians i början av 1980-talet och var sedan medlem i rockbandet The Ellen Jamesians i mitten av 1990-talet.
Han debuterade som programledare i TV-programmet PM i SVT 1992. Han var under de följande åren programledare för flera andra program, bland andra Nöjesrevyn, Hurra! och Sverigetoppen. 1998 återkom han till SVT med programmet Booster. I början av 2000-talet var han reporter i Mediemagasinet. 
Per Dahlberg var därefter programledare i dokumentärserien Svenska slag och var berättarröst i flera barnprogram. Han var därefter inslagsproducent på Kunskapskanalen och i Koloniområdet Iris och Carin 21:30 innan han 2008 började på Bingolotto, där han gjorde återkommande reportage, framför allt under Lotta Engbergs programledarskap. Sedan hösten 2011 är han verksam som TV-producent för bland annat Eldsjälsgalan och Lotta på Liseberg. Våren 2014 var han inslagsproducent i programmet Jills veranda.
När Per Dahlberg inte arbetat med TV har han varit programledare på Sveriges Radio.

## Dokumentärfilmer
- "R.E.M Special" (1994)
- "Mitt liv som Uggla" (Med Magnus Uggla, 1998),
- "Gammalsvenskby i Ukraina" (1999),
- "Stefan Sundström 2000" (2000),
- "En svensk trollkarl i Berlin" (Med Carl-Einar Häckner, 2001).
- "Svenska slag" (2007)

Rockvideor med bland andra Stefan Sundström, Hederos & Hellberg, Pelle Ossler.